# Edvard Fliflet Bræin
Edvard Fliflet Bræin (Kristiansund, 23 augustus 1924 – Oslo, 30 april 1976) was een Noors componist. Hij wordt ook wel aangeduid als E.F. Bræin.

## Achtergrond
De familie Bræin is in Kristiansund bekend vanwege de binding met muziek. Grootvader Christian Bræin en vader Edvard Bræin waren organisten en componisten aldaar. Edvard Bræin huwde met Magnhild Fliflet (1899-1967), vandaar de tweede naam. Edvard Fliflet Bræin huwde zelf met Karen Frivold Torjusen, dochter van een agrariër, zij zat jarenlang in het bestuur van Den norske Opera. Uit dat huwelijk kwam voort klarinettist Hans Christian Bræin. Diens dochter Ditte Marie Bræin is sopraan. Een ander kleinkind van hem Andrea Bræin Hovig (geboren 1973) is actrice. Neef Hallvard Bræin (geboren 1965) is filmregisseur.

## Muziek
Hij kreeg zijn eerste muziekonderwijs van zijn vader Edvard. Deze Edvard was tevens dirigent van het plaatselijk symfonieorkest. Bræin begon als fluitist in dat orkest, toen hij veertien jaar oud was. Op zijn negentiende gaf hij een eigen concert, waarin hij werken van Johann Sebastian Bach en Edvard Grieg speelde. In diezelfde tijd meldde hij zich aan aan het Conservatorium van Oslo, alwaar hij als organist in 1945 examen aflegde. Hij volgde destijds ook al onderricht in dirigeren bij Odd Grüner-Hegge en compositieleer bij Bjarne Brustad. In 1947, hij was toen 23, dirigeerde hij het Harmonien, een van de toporkesten van Noorwegen. In 1948 trad hij toe tot de Noorse componistenbond en kreeg daarvan ook een studiebeurs om verder compositieleer te sturen in Parijs bij Jean Rivier. Hij was degene die Bræin op het spoor van het neoclassicisme zette, een stroming waarbinnen zijn meeste composities vallen. Zelf pakte hij de stijl op van Paul Hindemith, waarover hij zelf een studie verrichtte. Hij trof in collega Finn Mortensen een medestander in de liefde voor Hindemith, een componist, die nauwelijks bekend was in Noorwegen. Doordat Bræin gebruik kon maken van zijn ervaring in dirigeren, leerde hij de orkestratie als vanzelf. Hij schreef in diverse stijlen, waarbij er afwisseling plaatsvond tussen serieuze en komische werken. Zijn beide opera’s zijn daar een voorbeeld van. In de jaren zestig van de 20e eeuw kwam een kentering in de muzieksmaak van Noorwegen. Men koos daarbij voor modernisme en Bræins muziek werd als ouderwets en bij volhouding reactionair bevonden.

## Werken
Zijn werken werden over het algemeen geapprecieerd,  doch er was een deel van het publiek dat ze ondoorgrondelijk vond. Een aantal werken is in het compact disc-tijdperk beschikbaar via Simax, een Noors platenlabel.
- opus 1: 1946: De glade musikanter, serenade voor klarinet, viool, altviool en cello
- opus 2: 1948: Konsertouverture (1948, première door het Oslo Filharmonish) kreeg goede recensies)
- opus 3: Einsleg, voor zangstem en piano
- opus 4: 1950: Symfonie nr. 1
- opus 5: 1952: Serenade for orkester
- opus 6: 1953: Adagio for strykere
- opus 7: Bånsull og scherzo, voor piano
- opus 8: 1954: Symfonie nr. 2 (tijdens studie bij Rivier)
- opus 9: 1958: Capriccio for klaver og orkester
- opus 10: 1959: Concertino voor fluit en orkest
- opus 11: 1959: Symfonisk forspill, voor orkest
- opus 12: 1962: Largo for strykeorkester
- opus 13: 1962: Divertimento voor klarinet, viool, altviool en cello
- opus 14: 1962: Liten ouverture (Tordivelen og flua)
- opus 15: 1963: Trio voor viool, altviool en cello
- opus 16: 1968: Symfonie nr. 3 (1968)
- opus 17: 1968: Two songs, voor zangstem en piano
- opus 18: 1971: Anne Pedersdotter (een ernstige opera, première in 1971 over de “heksverbranding van de weduwe van Absalon Pedersson Beyer op basis  van het toneelstuk van Hans Wiers-Jenssen)
- opus 19: 1971: Ritmico e melodica, voor orkest
- opus 20: Havljom, concertouverture voor orkest
- opus 21: De Stundeslose (een komische opera, première in 1975, op basis van werk van Ludvig Holberg
- Keiserens nye klaer (De nieuwe kleren van de keizer)
- Ut mot havet (1964, op tekst van Henrik Straumsheim, zou Bræins bekendste compositie worden, eerst in een versie voor zangstem en piano, later zangstem met orkest en vervolgens voor koren in diverse samenstellingen)
- Circa twintig liederen op tekst van Einar Skjaeraasen, Jacob Sande, Johna Herman Wessel en Hartvig Kiran

## Nagedachtenis
Edvard Hagerup Bull schreef Posthumes in memoriam Jan Ovsthus and Edvard Fliflet Edvard Fliflet Bræin opus 47. Ter nagedachtenis maakte Arnold Haukeland een buste van Edvard Fliflet Edvard. Voorts is er nog een gedenkplaat bij zijn oude woning.
- Bibliothèque nationale de France: cb13986759t (data)
- CiNii: DA14468033
- Gemeinsame Normdatei: 134982878
- International Standard Name Identifier: 0000 0000 8397 0352
- Library of Congress Control Number: n85219054
- MusicBrainz: 72288375-a2bf-473f-adf5-6146d361e90a
- LIBRIS: 211330
- SNAC: w6nm69hn
- Virtual International Authority File: 79266090
- WorldCat: E39PBJwdc4gGgXgVMYmhwmg7pP